# Susanne Astrup Madsen
Susanne Astrup Madsen, född 13 juli 1991 i Odense, är en dansk handbollsspelare (vänsternia) som spelar för HH Elite. Hon har tidigare spelat för GOG, Horsens HK, HC Odense, Team Esbjerg, SønderjyskE Håndbold och Odense Håndbold.